# Рибарићи (Огулин)
Рибарићи су насељено мјесто у саставу града Огулина у Карловачкој жупанији, Република Хрватска.

## Историја
До територијалне реорганизације у Хрватској налазио се у саставу старе општине Огулин. Рибарићи као самостално насељено мјесто, постоји од пописа 2001. године. Настао је издвајањем из насеља Загорје.

## Становништво
На попису становништва 2011. године, Рибарићи су имали 337 становника.